# Nasljednost
Nasljednost ili heritabilnost je statistička veličina kojom znanost procjenjuje kojim dijelom će osobine organizma, tj. njegovog fenotip, biti sukladne naslijeđenim genima  - tj. u kojem dijelu neće biti formirane zbog utjecaja okoliša (okoliš, osobito kod ljudi, uključuje i odgoj) ili puke slučajnosti.
Nasljednost osobina se u najboljoj mjeri može promatrati kod organizama koji imaju istovjetnu genetiku - tako kod biljaka one razmožene reznicama s istog pretka, a kod životinja i ljudi kod jednojajčanih blizanaca.
Kod promatranja populacije blizanaca koji sudjeluju u pojedinom istraživanju (probanada), ustavnoljuju se povezanosti (konkordancije) pojedinih osobina, pri čemu se u odnosu na jednu širu populaciju utvrđuje vjerojatnost da su oba člana jednog para blizanaca iskazuju osobinu (eng. pairwise concordance), te vjerojatnost da barem jedan od blizanaca u svom fenotipu iskazuje određenu osobinu (eng. probandwise concordance).
Tabela s pregledom nasljedivosti nekih osobina kod ljudi:
| Heritabilnost (h) odabranih svojstava i sklonosti |      |
| Svojstvo                                          | h    |
| Boja očiju                                        | 0,99 |
| Alkoholizam                                       | 0,99 |
| Boja kose                                         | 0,96 |
| Maloumnost                                        | 0,89 |
| Otisak palca                                      | 0,87 |
| Rahitis                                           | 0.85 |
| Koeficijent inteligencije                         | 0,80 |
| Šizofrenija                                       | 0,77 |
| Dijabetes                                         | 0,75 |
| Tabakizam                                         | 0,74 |
| Kofeinizam                                        | 0,71 |
| Padavica                                          | 0,67 |
| Tuberkuloza                                       | 0,64 |
| Sklonost kriminalu                                | 0,56 |
| Krvni tlak                                        | 0,54 |
| Pravopis                                          | 0,53 |
| Književnost                                       | 0,45 |
| Početak hodanja                                   | 0,42 |
| Prirodne znanosti                                 | 0,34 |
| Puls                                              | 0,33 |
| Ravni tabani                                      | 0,33 |
| Početak sjedenja                                  | 0,25 |
| Alergije                                          | 0,22 |
| Srčani udar                                       | 0,15 |
| Aritmetika                                        | 0,12 |
| Ljevorukost                                       | 0,07 |

## Vanjske poveznice
- "Heredity and Heritability", Stanford Encyclopedia of Philosophy